# Dorothy Malone
Dorothy Malone   (Chicago, 30 de gener de 1924 - Dallas, 19 de gener de 2018) va ser una actriu estatunidenca, guanyadora d'un Premi Oscar.

## Biografia

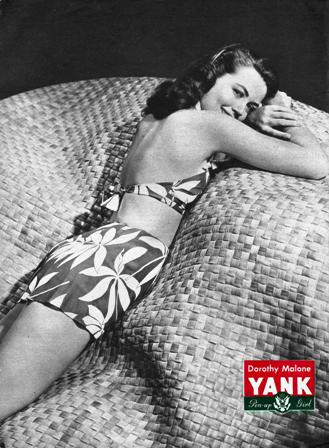
Dorothy Malone el 1945

Sent molt petita, la seva família es va traslladar a Dallas, Texas, on començà a treballar com a model; actuà a l'escola Ursuline Convent i després a la University Highland Park School.
En una d'aquestes actuacions va ser vista per un agent de l'empresa RKOque va observar el talent de la jove Dorothy i la va convidar a signar un contracte per realitzar una pel·lícula en els estudis d'aquesta companyia. Va ser llavors quan va fer un petit paper en la seva primera pel·lícula l'any 1943, titulada The Falcon and the Co-Eds. També va treballar a Higher & Higher, film que tenia com a protagonistes principals Frank Sinatra, Michèle Morgan i Jack Haley. Posteriorment i a l'edat de 20 anys va signar un important contracte amb la Warner Brothers.
Al començament de la seva carrera, Malone va representar molts papers en pel·lícules com westerns, considerats com a films de classe B, tot i que també va tenir l'oportunitat de tenir petits rols que van ser memorables, per exemple com a llibretera, a la pel·lícula El son etern  (1946) al costat de Humphrey Bogart, o com l'enamorada de Dean Martin en la comèdia musical (1955) Artists and Models.
El 1956, Malone es va transformar en una rossa platinada i va revertir la seva imatge de bona noia per coprotagonitzar al costat de Rock Hudson, Lauren Bacall, i Robert Stack, tots sota la direcció de Douglas Sirk, el film melodramátic Escrit en el vent. El seu paper li va significar fer-se creditora al premi a l'Oscar a la millor actriu secundària atorgat per l'Acadèmia de Hollywood.
Conseqüentment, li van oferir papers més substanciosos en millors pel·lícules, incloent Too much, too soon amb Errol Flynn, on va retratar Diana Barrymore (la seva autobiografia), o Man of a Thousand Faces. Els treballs addicionals a la pantalla inclouen The Tarnished angels, on va realitzar el paper coprotagonista al costat de Rock Hudson i Robert Stack, o The Last Voyage, amb Robert Stack i L'últim capvespre, amb Rock Hudson.
Malone es va convertir en una figura molt coneguda en acceptar el paper principal a Peyton Place, de la companyia de difusió ABC, des de 1964 a 1968, com també un destacat rol en la sèrie de televisió Rich Man, Poor Man (Home ric, home pobre). Un aspecte notable dels seus dots interpretatius el va posar de manifest en la pantalla gran en interpretar la mare condemnada per assassinar la seva família a «Instint bàsic» (1992), al costat de Michael Douglas i Sharon Stone.
Malone va estar casada i divorciada tres vegades i té dues filles, Mimi i Diane, de la seva primera unió amb el productor Jacques Bergerac (1959 - 1964). Els seus següents matrimonis van ser amb Robert Tomarkin (1969 - 1969) i Charles Huston Bell (1971 - 1974). La seva estrella en el Passeig de la fama de Hollywood està situada en el número 1718.

## Filmografia

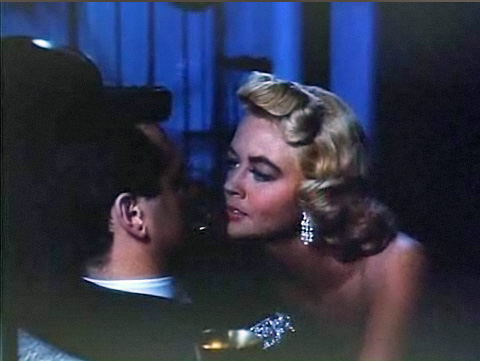
Dorothy Malone i Rock Hudson a Escrit en el vent.

- 1944: One Mysterious Night, de Budd Boetticher
- 1945: Too Young to Know, de Frederick De Cordova
- 1946: Nit i dia (Night and Day), de Michael Curtiz
- 1946: The Big Sleep de Howard Hawks
- 1948: To the Victor, de Delmer Daves
- 1948: One Sunday Afternoon, de Raoul Walsh
- 1949: Flaxy Martin, de Richard Bare
- 1949: South of St. Louis, de Ray Enright
- 1949: Colorado Territory, de Raoul Walsh
- 1950: The Nevadan, de Gordon Douglas
- 1950: Convicted, de Henry Levin
- 1951: Saddle Legion, de Lesley Selander
- 1953: Scared Stiff, de George Marshall
- 1953: Law and Order, de Nathan Juran
- 1954: Loophole, de Harold D. Schuster
- 1954: The Lone Gun, de Ray Nazarro
- 1954: La casa número 322 (Pushover), de Richard Quine
- 1954: Security Risk, de Harold D. Schuster
- 1954: Private Hell 36, de Don Siegel
- 1954: Young at Heart, de Gordon Douglas
- 1955: Més enllà de les llàgrimes (Battle Cry), de Raoul Walsh
- 1955: The Fast And The Furious, de John Ireland
- 1955: Cinc revòlvers a l'oest (Five Guns West), de Roger Corman
- 1955: Tall Man Riding, de Lesley Selander
- 1955: Sincerely Yours, de Gordon Douglas
- 1955: Artists and Models, de Frank Tashlin
- 1955: At Gunpoint, d'Alfred L. Werker
- 1956: Tension at Table Rock, de Charles Marquis Warren
- 1956: Pillars of the Sky, de George Marshall
- 1956: Escrit en el vent (Written on the Wind), de Douglas Sirk
- 1957: Quantez,de Harry Keller
- 1957: L'home de les mil cares (Man of a Thousand Faces), de Joseph Pevney
- 1957: Tip on a Dead Jockey, de Richard Thorpe
- 1957: Àngels sense resplendor (The Tarnished angels), de Douglas Sirk
- 1958: Too Much, Too Soon, d'Art Napoleon
- 1959: Warlock, d'Edward Dmytryk
- 1960: The Last Voyage d'Andrew L. Stone
- 1961: L'últim capvespre (The Last sunset), de Robert Aldrich
- 1963: Beach Party, de William Asher
- 1964: Fate is the hunter, de Ralph Nelson
- 1964: Peyton Place (sèrie TV): Constance Mackenzie (1964-1969)
- 1969: Femmine insaziabili, d'Alberto De Martino
- 1975: The Man Who Would Not Die de Robert Arkless
- 1975: Abduction de Joseph Zito
- 1977: Amenaça nuclear (Golden Rendezvous), de Ashley Lazarus
- 1979: Good Luck, Miss Wyckoff, de Marvin J. Chomsky
- 1979: L'hivern assassí (Winter Kills), de William Richert
- 1980: The Day Time Ended, de John 'Bud' Cardos
- 1983: The Being, de Jackie Kong
- 1985: Peyton Place: The Next Generation (sèrie TV): Constance Carson
- 1987: Descanse en piezas, de José Ramón Larraz
- 1992: Instint bàsic (Basic Instinct), de Paul Verhoeven

## Premis
- 1957: Oscar a la millor actriu secundària per Escrit en el vent.
- 1965: Globus d'Or per l'actriu més cooperativa.

## Nominacions
- Premi Globus d'Or 1957: Globus d'Or a la millor actriu secundària per a Escrit en el vent.
- Premi Globus d'Or 1965: Globus d'Or a la millor estrella femenina de televisió per a Peyton Place.